# شيباتايلون

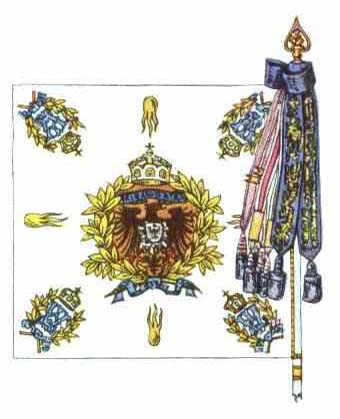
شيباتايلون

شيباتايلون، وهو حرفيا «كتيبة بحرية»، وهو مصطلح ألماني لقوات معينة من مشاة البحرية أو المارينز. تم استخدامه من قبل البحرية البروسية، والبحرية الألمانية الشمالية الألمانية، والبحرية الإمبراطورية الألمانية، والبحرية النمساوية المجرية، وكريغسمارينه، لفترة وجيزة في البحرية الألمانية. في عام 2014، أنشأت البحرية الألمانية الحديثة وحدة حماية القوة البحرية تسمى Seebataillon.

## التأسيس والتاريخ

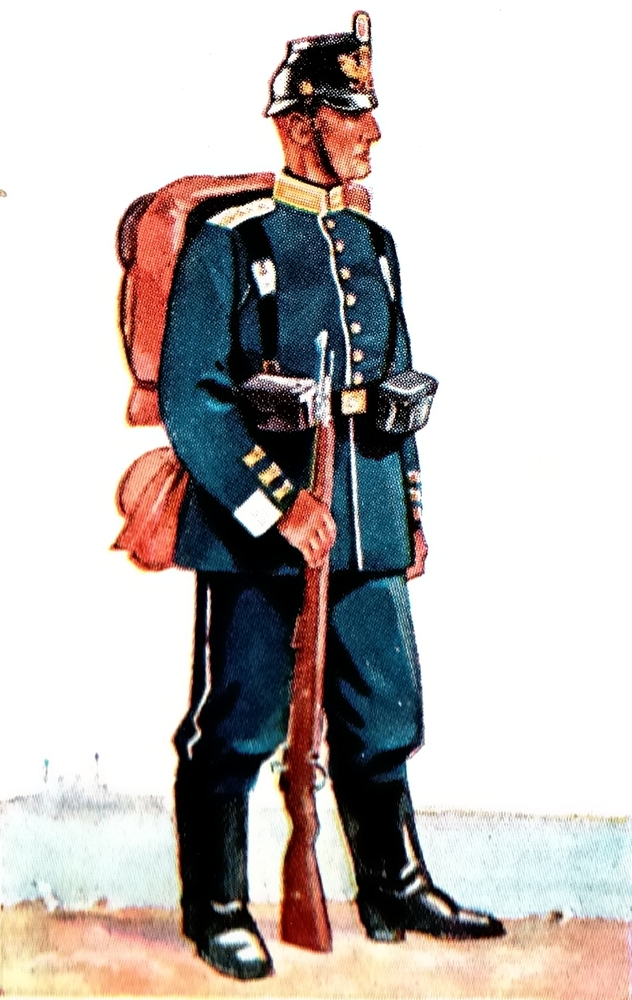
مشاة بحرية

تم تنظيم أول Seebataillon في 13 مايو 1852 باسم البروسية الملكية Marinier-Korps في شتشين. وقد وفر هذا التكوين وحدات صغيرة من المارينز لأداء المهام التقليدية مثل حماية الضباط، والشرطة العامة على متن السفن الحربية وعمليات اقتحام محدودة برمائية على الشاطئ. كان قوام شيباتيلون في عام 1870 22 ضابطًا و680 ضابط صف. وكان مقر الكتيبة آنذاك في كيل.
بعد إنشاء الإمبراطورية الألمانية عام 1871، تجاهل المستشار أوتو فون بسمارك البحرية بشكل أو بآخر لأنها «لا تناسب نواياه». سعت سياسات بسمارك القارية إلى تجنب التشابك الاستعماري أو البحري وسوف يعارض خطط تطوير القوات البحرية. مع إنشاء الأميرالية الامبراطوري، عين الجينيرال لوتنانت في الجيش البروسي ألبريشت فون ستوش رئيسها. لم يكن لدى ستوش خبرة في الأمور البحرية، ولكن «مع ذلك، جلب مواهب إدارية مهمة إلى منصبه الجديد».

## الوحدات والحاميات عام 1912
- شيباتايلون 2 في كيل على بحر البلطيق
- شيباتايلون 1 في فيلهلمسهافن على بحر الشمال
- شيباتايلون 3 في تشينغداو (وقاعدة الاستبدال والتدريب في كوكسهافن)

كانت التشكيلات الصغيرة الإضافية هي مفرزة شرق آسيا البحرية (OMD) في بكين وتيانجين، وMarine Detachment Skutari، وهي سرية تتكون من أفراد من شيباتايلون 1 و2 باعتبارهما فصيل بحري في ألبانيا المحتلة دوليًا.

## الحواشي والمراجع
1. ↑  "Das Seebatallion" (بالألمانية). البحرية الألمانية. 23 Jun 2016. Archived from the original on 2020-04-02. Retrieved 2017-07-02.
2. ↑  Gottschall, By Order of the Kaiser, p. 42
3. ↑  "German Colonial Uniforms". مؤرشف من الأصل في 2020-04-02. اطلع عليه بتاريخ 2020-09-19.

- Gottschall, تيريل D. بأمر من القيصر. أوتو فون Diederichs وصعود الإمبراطورية الألمانية البحرية، 1865-1902. أنابوليس: معهد الصحافة البحرية، 2003. (ردمك 1-55750-309-5)رقم الكتاب المعياري الدولي 1-55750-309-5
- Nuhn والتر. Kolonialpolitik und die البحرية. بون: برنارد & Graefe Verlag, 2002. (ردمك 3-7637-6241-8)رقم الكتاب المعياري الدولي 3-7637-6241-8

## المعرض

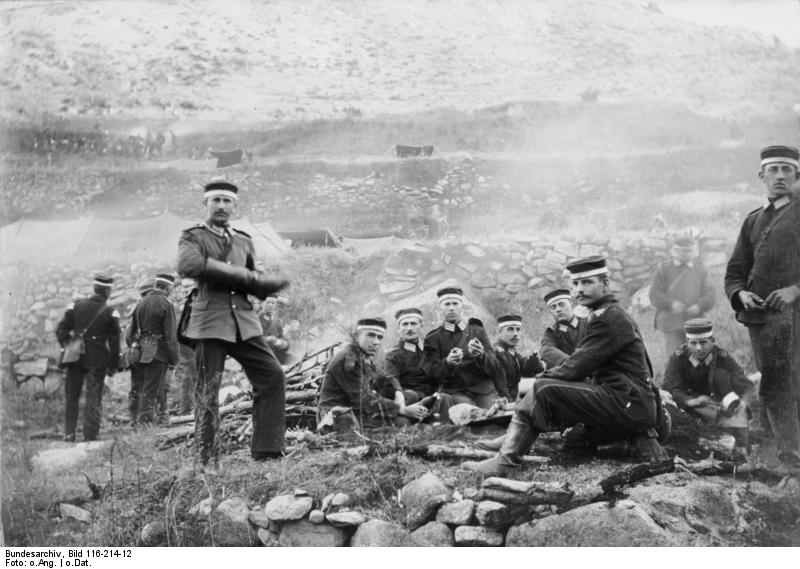
مشاة البحرية الألمانية في كياوتشو
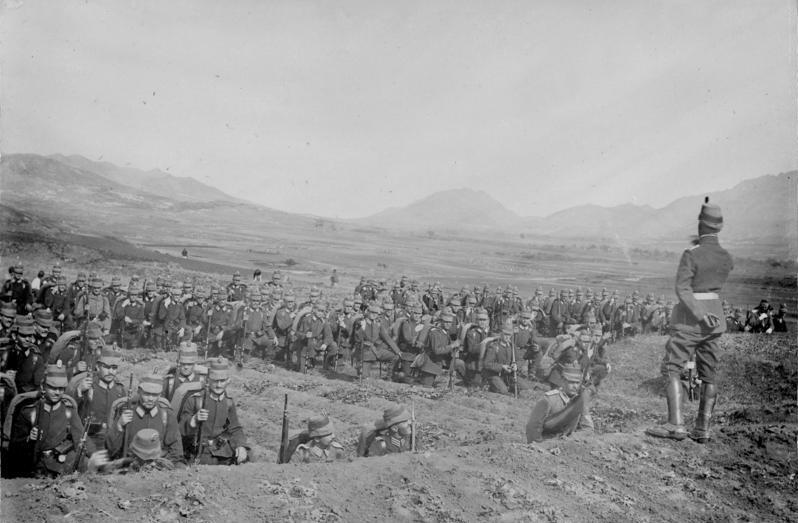
سيباتيلون 3 أثناء التدريبات الميدانية في كياوتشو
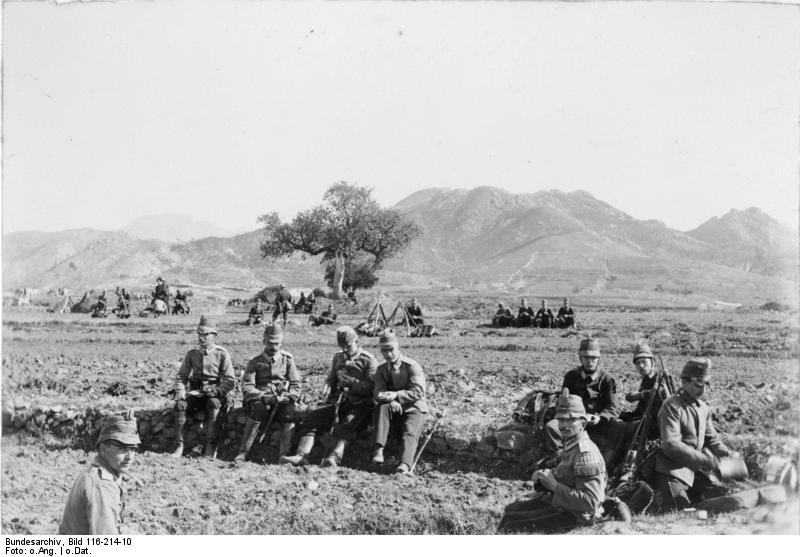
مشاة البحرية الألمانية في الميدان في Kiautschou
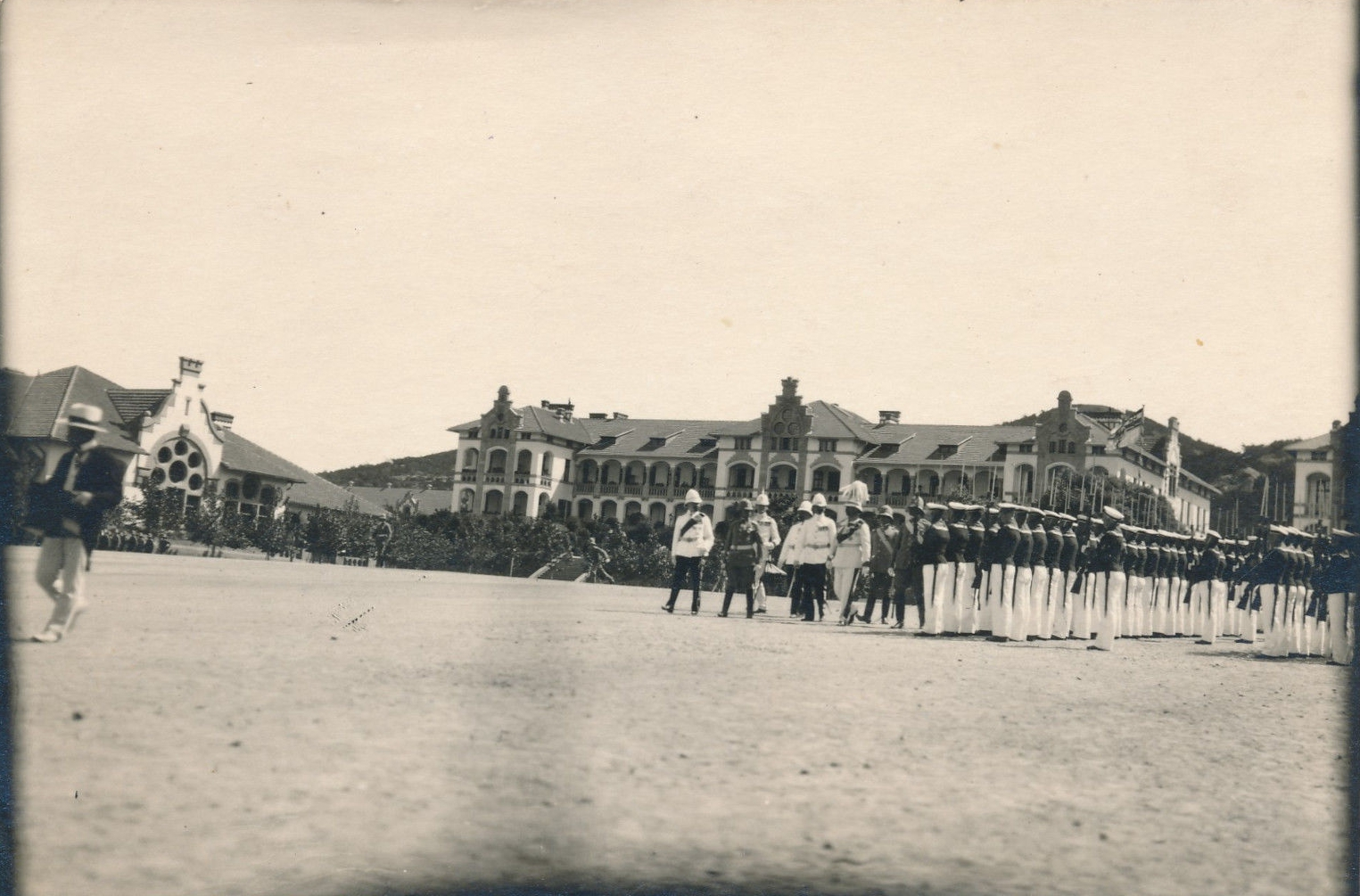
التكوين البحري الألماني في Tsingtao